# Шекер-бура
Шекер-бура (азерб. Şəkərbura) — азербайджанський національний печений виріб з тіста з горіхами.

## Загальні відомості
Назва Шекер-бура походить від тюркського слова «Шекер-борек», що означає «солодкий пиріжок».
В Азербайджані шекер-бура зазвичай випікається під час весняного свята Новруз і уособлює місяць. На Новруз готують також Гогал, що уособлює сонце, і пахлаву, що уособлює зірку. За допомогою наггаш (спеціального пристосування) на шекер-буру наноситься малюнок у вигляді пшеничних колосків.

## Склад
Тісто для шекер-бури замішується з пшеничного борошна, вершкового масла (або маргарину), молока, яєчних жовтків і сметани.
Як начинка використовуються горіх, цукор і кардамон. Дуже поширена начинка з мигдалю.
В Дербенті такі ласощі називаються «шекер-тихма». Кардамон в таку начинку не додають, а яєчні жовтки до складу тіста не входять.[джерело не вказане 3246 днів]